# KATOTTG
Kodyfikator Jednostek Administracyjno-Terytorialnych i Terytoriów Wspólnot Terytorialnych (KATOTTG) (ukr. Кодифікатор адміністративно-територіальних одиниць та територій територіальних громад, КАТОТТГ) – krajowy rejestr jednostek administracyjno-terytorialnych i hromad (wspólnot terytorialnych) Ukrainy, wprowadzony 26 listopada 2020 roku zarządzeniem Ministerstwa Rozwoju Hromad i Terytoriów Ukrainy w celu zastąpienia Klasyfikatora Obiektów Struktury Administracyjno-Terytorialnej Ukrainy (KOATUU). 
Przeznaczony jest do tworzenia, gromadzenia, przetwarzania i ewidencjonowania informacji o jednostkach administracyjnych Ukrainy.
Jego wprowadzenie jest konsekwencją rozpoczętej w 2015 roku reformy decentralizacyjnej na Ukrainie, w ramach której utworzono hromady oraz zredukowano liczbę rejonów z 490 do 136.
Za prowadzenie elektronicznego rejestru odpowiada Ministerstwo Rozwoju Hromad i Terytoriów Ukrainy.

## Struktura
Jednostki administracyjno-terytorialne dzielą się na pięć poziomów:
1. Pierwszy poziom to obwody, Autonomiczna Republika Krymu, miasta wydzielone (Kijów i Sewastopol)
2. Drugi poziom to rejony
3. Trzeci poziom to hromady
4. Czwarty poziom to miejscowości
5. Dodatkowym poziomem są rejony miast

Jednostki administracyjno-terytorialne są również podzielone według kategorii, każda kategoria ma swój własny jednoliterowy skrót (w alfabecie łacińskim):
- O – obwody i Autonomiczna Republika Krymu
- K – miasta wydzielone (Kijów i Sewastopol)
- P – rejony
- H – hromady
- M – miasta
- T – osiedla typu miejskiego (stosowane do 2024 r., zastąpione przez X);
- C – wsie
- X – osiedla
- B – rejony w miastach

## Kod
Kod jednostki administracyjno-terytorialnej składa się z liter "UA" (kod Ukrainy według ISO 3166-1), po których następuje 17 cyfr:
| Kod                             | Odszyfrowywanie | Pozycja w kodzie   | Wyjaśnienie |
| ------------------------------- | --------------- | ------------------ | --- |
| UA\|OO\|PP\|GGG\|PPP\|MM\|UUUUU | OO              | 1, 2               | Pierwsze dwie cyfry to kod jednostki administracyjno-terytorialnej pierwszego poziomu (obwodu, Autonomicznej Republiki Krymu lub miasta wydzielonego). Pokrywają się one z kodem, który ta jednostka miała w systemie KOATUU. |
| UA\|OO\|PP\|GGG\|PPP\|MM\|UUUUU | PP              | 3, 4               | Kolejne dwie cyfry to kod rejonu. |
| UA\|OO\|PP\|GGG\|PPP\|MM\|UUUUU | GGG             | 5, 6, 7            | Kolejne trzy cyfry to kod hromady. |
| UA\|OO\|PP\|GGG\|PPP\|MM\|UUUUU | PPP             | 8, 9, 10           | Kolejne trzy cyfry to kod miejscowości. |
| UA\|OO\|PP\|GGG\|PPP\|MM\|UUUUU | MM              | 11, 12             | Kolejne dwa to kod rejonu w mieście. |
| UA\|OO\|PP\|GGG\|PPP\|MM\|UUUUU | UUUUU           | 13, 14, 15, 16, 17 | Ostatnie pięć cyfr to niepowtarzalny identyfikator obiektu. |

Jeśli którakolwiek z części kodu nie ma zastosowania do konkretnej jednostki (na przykład kod dzielnicy w mieście nie ma zastosowania do hromad), to w tej części kodu umieszcza się zera. Na przykład wieś Nowi Bezradyczi ma kod "UA32120070080094229", w którym dwa zera na jedenastej i dwunastej pozycji (zaznaczone pogrubioną czcionką) są kodem rejonu w mieście, który nie dotyczy wsi.
Lista kodów obwodów (pierwsze dwie cyfry kodu KATOTTG – OO w tabeli) całkowicie pokrywa się z listą kodów KOATUU dla obwodów.

## Przykłady
- UA74000000000025378 – obwód czernihowski
- UA46140000000036328 – rejon jaworowski
- UA71020270000021083 – hromada Stebliw(inne języki)
- UA32120070080094229 – Nowi Bezradyczi
- UA80000000000210193 – rejon darnycki Kijowa